# Стрілка весняна
Стрі́лка весняна (Coenagrion lunulatum) — вид бабок родини стрілкових (Coenagrionidae).

## Поширення
Вид поширений в Північній та Центральній Європі та Північній Азії від Ірландії до північного сходу Китаю. В Україні рідкісний вид, спостерігається у Західному Лісостепу, Прикарпатті та Полтавській області.

## Опис
Довжина 30-33 мм, черевце 23-26 мм, заднє крило 16-19 мм. Голова широка, зверху вдвічі ширша за свою довжину. Смуги на черевці з боків відсутні. Крила прозорі. Ноги чорні або темно-сірі.
У самця колір тіла блакитний, іноді знизу зеленуватий, з чорним малюнком. Задній край передньоспинки трикутний, чорного кольору. Чорна пляма розташована на 3-5-му тергітах черевця і займає більш 2/3 довжини. Потиличні плями без поперечної світлої лінії між ними, ізольовані один від одного. Очі і вся передня частина голови зеленого або жовтувато-зеленого кольору. Птеростигма прямокутної форми, вузька, одноколірна. У самиці колір тіла блакитно-зелений або зеленувато-жовтий. Чорний малюнок на черевці вираженіший та інтенсивніший ніж у самця. Задній край передньоспинки глибоко трилопатевий.